# Schande (film 1922)
Schande è un film muto del 1922 diretto da Siegfried Dessauer.

## Produzione
Il film fu prodotto dall'Ima-Film GmbH di Berlino.

## Distribuzione
In Germania, il film uscì il 16 marzo 1922.